# Pawel Walerjewitsch Dazjuk
Pawel Walerjewitsch Dazjuk (russisch Павел Валерьевич Дацюк; englische Transkription: Pavel Valeryevich Datsyuk; * 20. Juli 1978 in Swerdlowsk, Russische SFSR) ist ein ehemaliger russischer Eishockeyspieler. Der Mittelstürmer verbrachte 14 Spielzeiten bei den Detroit Red Wings in der National Hockey League, gewann mit der Mannschaft zweimal den Stanley Cup und erhielt diverse persönliche Auszeichnungen, unter anderem dreimal die Frank J. Selke Trophy, viermal die Lady Byng Memorial Trophy sowie einen NHL Plus/Minus Award. Er verließ die Red Wings nach der Saison 2015/16, um in seine russische Heimat zurückzukehren, wo er zunächst drei Jahre beim SKA Sankt Petersburg unter Vertrag stand. Ab Juni 2019 spielte er in seiner Geburtsstadt bei Awtomobilist Jekaterinburg und beendete dort 2021 seine Karriere.
Mit der russischen Nationalmannschaft gewann Dazjuk eine Gold-, eine Silber- und zwei Bronzemedaillen bei Weltmeisterschaften sowie eine Bronzemedaille bei den Olympischen Winterspielen 2002 und eine Goldmedaille (unter neutraler Flagge) bei den Olympischen Winterspielen 2018. Durch den Titel 2018 wurde er in den Triple Gold Club aufgenommen. Seit 2024 ist er Mitglied der Hockey Hall of Fame.

## Karriere
Pawel Dazjuk begann seine Karriere in Russland bei Dinamo-Energija Jekaterinburg in der drittklassigen Perwaja Liga. Allerdings wurde ihm zunächst keine große Zukunft als Profispieler vorausgesagt, da er ein eher kleiner Spieler war. Nachdem er bereits 1996 und 1997 im NHL Entry Draft verfügbar gewesen war, ohne selektiert zu werden, sicherten sich die Detroit Red Wings im NHL Entry Draft 1998 seine Rechte, indem sie den russischen Angreifer in der sechsten Runde an 171. Position auswählten. Obwohl ihm die Talent-Scouts aus Detroit ein hohes spielerisches Potenzial bescheinigten, zweifelten sie, ob er jemals die physischen Voraussetzungen für die National Hockey League erreichen würde. Doch Dazjuk entwickelte sich weiter. Von 1999 bis 2001 spielte der Linksschütze bei Ak Bars Kasan und im Sommer 2001 entschieden sich die Red Wings, ihn nach Detroit zu holen.
In den USA angekommen, setzte er sich gleich im NHL-Team durch und spielte in einer Reihe mit Brett Hull und Boyd Devereaux. Am Ende seiner ersten Saison stand der Gewinn des Stanley Cup. Außerdem war er Teil der russischen Mannschaft, die die olympische Bronzemedaille in Salt Lake City gewann. Im Herbst 2002 stieß mit Henrik Zetterberg ein weiterer junger und talentierter Spieler zu den Red Wings. Daraufhin bildeten Dazjuk, Zetterberg und Hull eine Angriffsreihe. Aufgrund einer Knieverletzung wurde Dazjuks Einsatzzeit auf 64 Spiele limitiert, in denen er 51 Punkte erzielte. In den Playoffs scheiterte er mit den Detroit Red Wings in der ersten Runde mit 0:4-Siegen, wobei Dazjuk punktlos blieb.

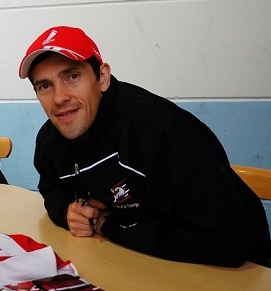
Pawel Dazjuk bei einer Autogrammstunde in Viernheim im Juli 2012

2003 verließ Sergei Fjodorow die Red Wings, wodurch Dazjuk in der Hierarchie aufrückte. Er stand öfter auf dem Eis und konnte das nutzen. 2004 wurde er in das NHL All-Star Game berufen. 68 Punkte verbuchte er in der Saison und in den zwölf Playoff-Spielen von Detroit gab er sechs Assists.
Nach der Saison lief sein Vertrag aus, allerdings konnte er sich mit den Red Wings nicht auf einen neuen Vertrag einigen. Da die NHL-Saison 2004/05 aufgrund des Lockout ausfiel, unterschrieb er in Russland bei HK Dynamo Moskau, wo er zusammen mit Alexander Owetschkin die russische Meisterschaft gewann. Im September 2005 fand er eine Einigung mit den Detroit Red Wings und unterschrieb einen Zwei-Jahres-Vertrag.
Während der Saison 2005/06 war er der beste Scorer der Red Wings mit 87 Punkten. Außerdem kassierte er lediglich 22 Strafminuten in der gesamten Spielzeit. Als Anerkennung dieser Leistungen erhielt er die Lady Byng Memorial Trophy verliehen, die an denjenigen Spieler vergeben wird, der durch Fairness und einem hohen sportlichen Standard herausragt. 2006/07 knüpfte Dazjuk an seine guten Leistungen aus dem Vorjahr an. Er war mit 87 Punkten erneut bester Scorer der Red Wings und erhielt zum zweiten Mal in Folge die Lady Byng Memorial Trophy. In den Playoffs hatte er mit acht Toren und acht Assists großen Anteil am Einzug ins Finale der Western Conference.
Am 6. April 2007 unterschrieb er einen Sieben-Jahresvertrag bei den Red Wings über insgesamt 46,9 Millionen US-Dollar.
Während der Saison 2007/08 hielt Dazjuk seine Leistungen durchgehend auf hohem Niveau und wurde im Januar 2008 zum zweiten Mal zum NHL All-Star Game eingeladen. Die Saison beendete er schließlich mit 31 Toren, 66 Assists und 97 Scorerpunkten, womit er in allen drei Kategorien neue persönliche Rekorde aufstellte und bester Scorer der Red Wings war. In der Liga belegte er den vierten Rang in der Scorerliste, war hinter Joe Thornton zweitbester Vorlagengeber der NHL und hatte die beste Plus/Minus-Statistik aller Spieler. In den Playoffs gehörte er weiterhin zu den treibenden Kräften, steuerte 23 Scorerpunkte in 22 Spielen bei, darunter ein Hattrick im Conference-Finale gegen die Dallas Stars, auf dem Weg zum Stanley-Cup-Sieg. Nach dem Saisonende wurde er mit der Frank J. Selke Trophy als bester Defensivstürmer und bereits zum dritten Mal mit der Lady Byng Memorial Trophy ausgezeichnet. Zum ersten Mal seit Frank Boucher im Jahr 1935 sicherte sich ein Spieler die Trophäe in drei aufeinanderfolgenden Jahren.

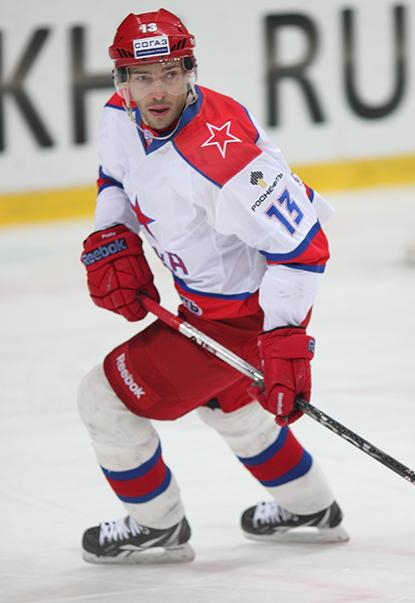
Dazjuk während des Lockouts 2012

In der Saison 2008/09 war Dazjuk erneut mit 97 Scorerpunkten punktbester Spieler der Detroit Red Wings und viertbester Scorer der NHL. Detroit präsentierte sich in der Verteidigung zwar deutlich schwächer als im Vorjahr, doch Dazjuk gehörte zu den Spielern, die ihre Form auf einem hohen Niveau hielten und wurde daher erneut für die Frank J. Selke Trophy als bester Defensivstürmer nominiert. Zudem erhielt er als erster Red-Wings-Spieler seit Sergei Fjodorow in der Saison 1993/94 eine Nominierung für die Hart Memorial Trophy als wertvollster Spieler der NHL.
Nach der Saison 2015/16 verließ Dazjuk die Red Wings nach 14 absolvierten Saisons, um aus familiären Gründen in seine russische Heimat zurückzukehren, obwohl er noch einen Vertrag für ein weiteres Jahr hatte. Zu diesem Zeitpunkt war er auf Rang 6 der besten Scorer des Franchise. Im Rahmen des NHL Entry Draft 2016 gaben die Red Wings seinen verbleibenden Vertrag im Rahmen eines Tauschgeschäfts an die Arizona Coyotes ab. Dazjuk selbst unterzeichnete im Juli 2016 einen Zweijahresvertrag beim SKA Sankt Petersburg. Schließlich verbrachte der Stürmer drei Spielzeiten dort und gewann im Jahr 2017 den Gagarin-Pokal mit dem Team. Im Juni 2019 kehrte er in seine Geburtsstadt zurück, wo er einen Vertrag bei Sankt Petersburgs Ligakonkurrenten Awtomobilist Jekaterinburg unterzeichnete. Nach zwei Spielzeiten für Awtomobilist beendete er 2021 seine Karriere.
Im Jahre 2024 wurde Dazjuk mit der Aufnahme in die Hockey Hall of Fame geehrt.

## Erfolge und Auszeichnungen
| - 1999 Aufstieg in die Superliga mit Dinamo-Energija Jekaterinburg - 2002 Teilnahme am NHL YoungStars Game - 2002 Stanley-Cup-Gewinn mit den Detroit Red Wings - 2003 NHL-Offensivspieler des Monats Dezember - 2004 Teilnahme am NHL All-Star Game - 2005 Russischer Meister mit dem HK Dynamo Moskau - 2006 Lady Byng Memorial Trophy - 2007 Lady Byng Memorial Trophy - 2008 Teilnahme am NHL All-Star Game - 2008 NHL Plus/Minus Award - 2008 Stanley-Cup-Gewinn mit den Detroit Red Wings | - 2008 Frank J. Selke Trophy - 2008 Lady Byng Memorial Trophy - 2009 Teilnahme am NHL All-Star Game (verletzungsbedingte Absage) - 2009 Frank J. Selke Trophy - 2009 Lady Byng Memorial Trophy - 2009 NHL Second All-Star Team - 2010 Frank J. Selke Trophy - 2011 Charlamow Trofi - 2012 Teilnahme am NHL All-Star Game - 2017 Gagarin-Pokal-Gewinn und Russischer Meister mit dem SKA Sankt Petersburg |

### International
| - 2002 Bronzemedaille bei den Olympischen Winterspielen - 2005 Bronzemedaille bei der Weltmeisterschaft - 2010 Silbermedaille bei der Weltmeisterschaft - 2010 Bester Stürmer der Weltmeisterschaft - 2010 All-Star-Team der Weltmeisterschaft | - 2012 Goldmedaille bei der Weltmeisterschaft - 2016 Bronzemedaille bei der Weltmeisterschaft - 2018 Goldmedaille bei den Olympischen Winterspielen - 2018 All-Star-Team der Olympischen Winterspiele - 2024 Aufnahme in die Hockey Hall of Fame |

## Karrierestatistik

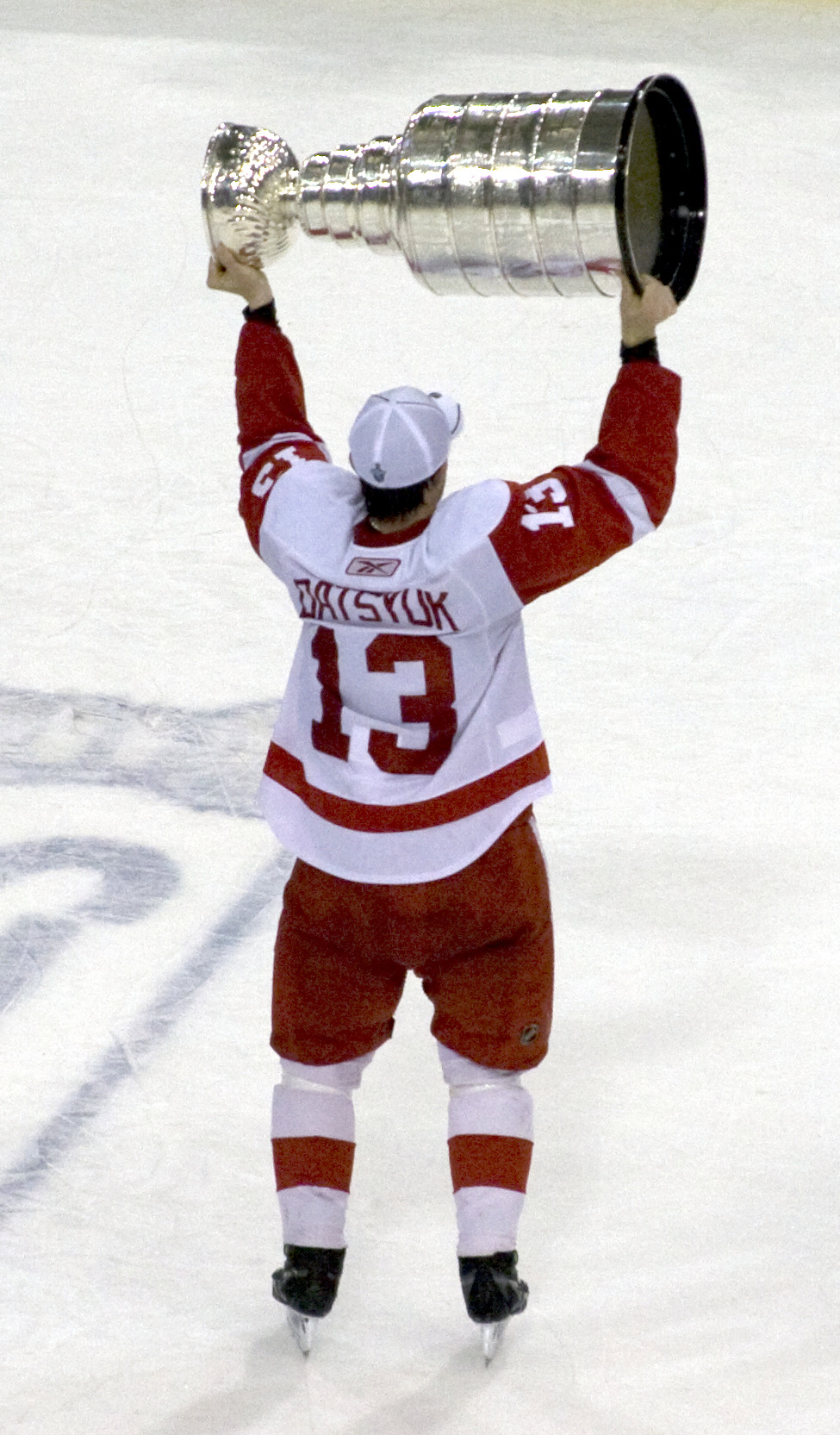
Pawel Dazjuk mit dem Stanley Cup im Jahr 2008

### International

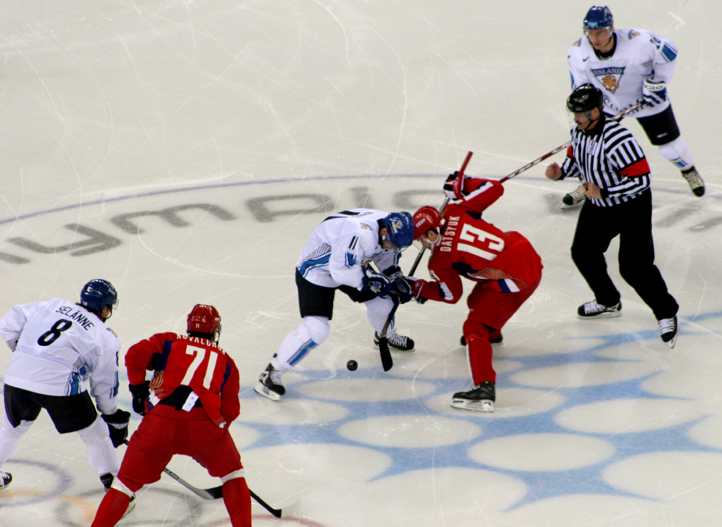
Dazjuk (#13) beim Bully bei den Olympischen Winterspielen 2006

| Vertrat Russland bei: - Weltmeisterschaft 2001 - Olympischen Winterspielen 2002 - Weltmeisterschaft 2003 - World Cup of Hockey 2004 - Weltmeisterschaft 2005 - Olympischen Winterspielen 2006 - Olympischen Winterspielen 2010 | - Weltmeisterschaft 2010 - Weltmeisterschaft 2012 - Olympischen Winterspielen 2014 - Weltmeisterschaft 2016 - World Cup of Hockey 2016 - Weltmeisterschaft 2018 | Vertrat die Olympischen Athleten aus Russland bei: - Olympischen Winterspielen 2018 |

(Legende zur Spielerstatistik: Sp oder GP = absolvierte Spiele; T oder G = erzielte Tore; V oder A = erzielte Assists; Pkt oder Pts = erzielte Scorerpunkte; SM oder PIM = erhaltene Strafminuten; +/− = Plus/Minus-Bilanz; PP = erzielte Überzahltore; SH = erzielte Unterzahltore; GW = erzielte Siegtore; 1 Play-downs/Relegation; Kursiv: Statistik nicht vollständig)